# Reformierte Kirche an der Maria

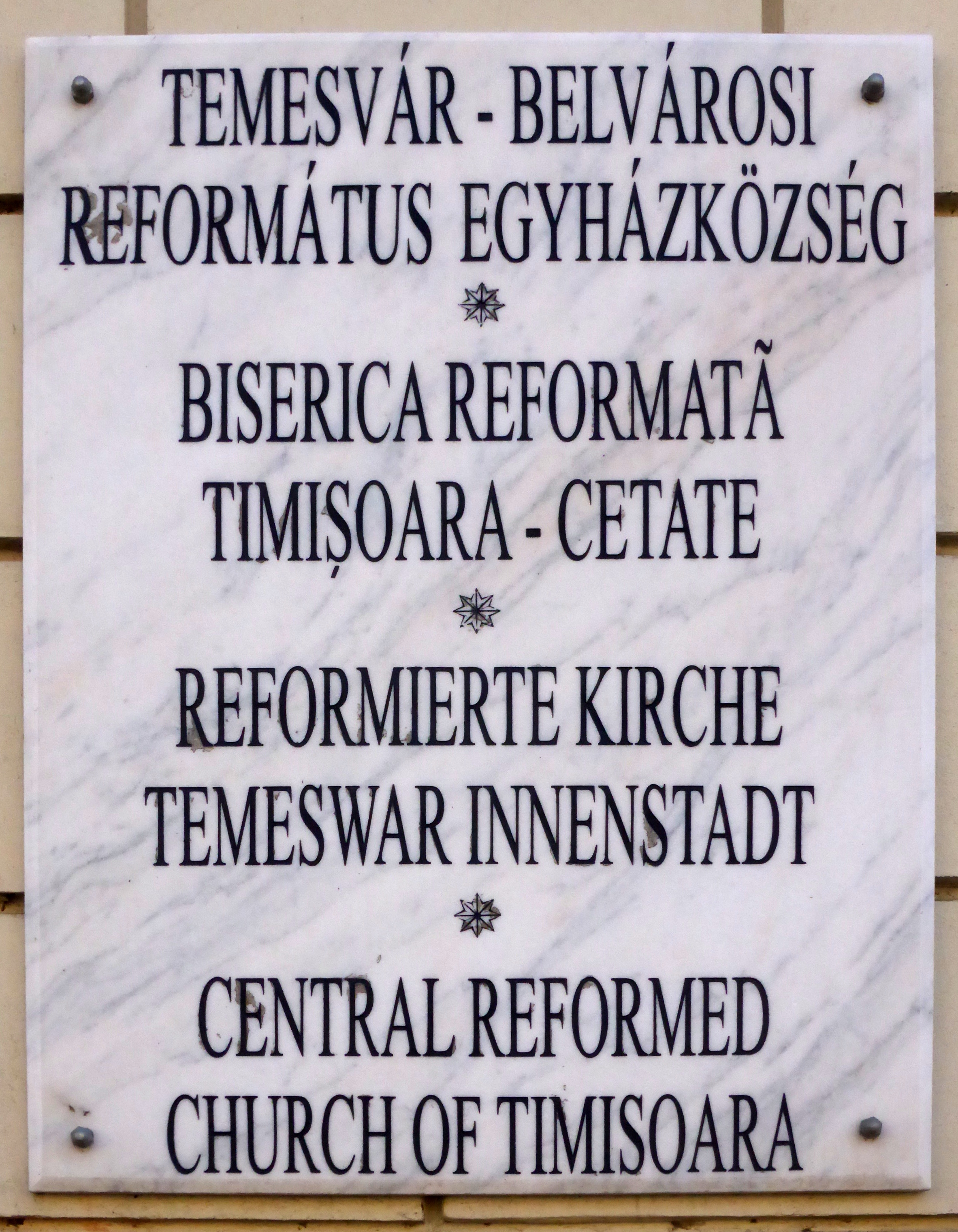
Inschrift an der Hauswand der Reformierten Kirche an der Maria

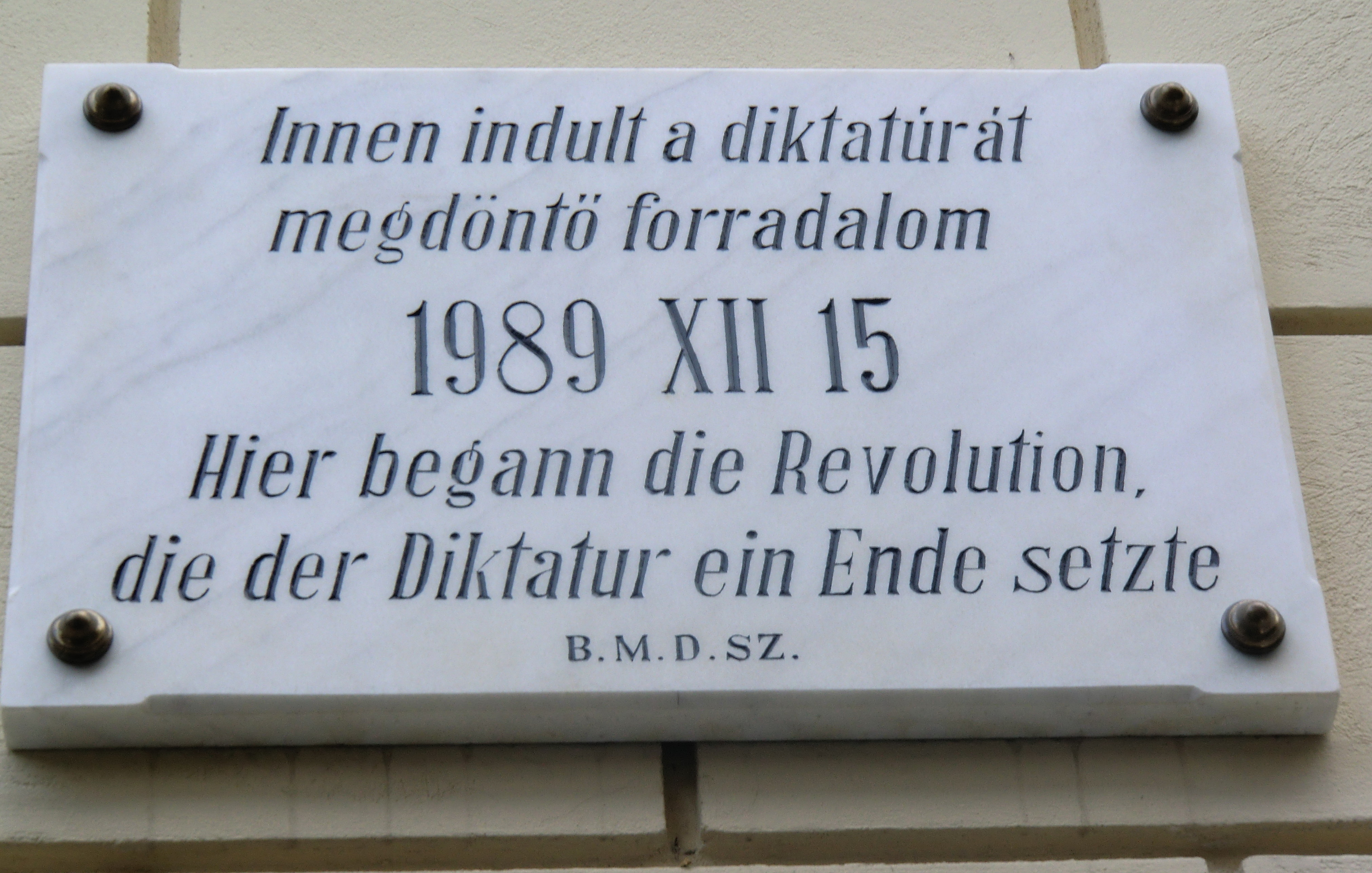
Eine Gedenktafel an der Reformierten Kirche erinnert an den Beginn des Aufstands

Die Reformierte Kirche an der Maria (rumänisch Biserica Reformată din Elisabetin) ist eine ungarisch-reformierte Kirche am Bulevardul 16 Decembrie 1989, sie liegt zwischen der Piața Sfânta Maria und der Strada Timotei Cipariu im III. Stadtbezirk Elisabetin der westrumänischen Stadt Timișoara (deutsch Temeswar).
Nordöstlich des Gebäudes liegt die 1906 von László Székely gebaute Kapelle mit der Statue der Heiligen Maria, an deren Stelle 1514 der Anführer des Ungarischen Bauernaufstandes György Dózsa hingerichtet worden sein soll.
Die Predigten des Pfarrers der Kirche, László Tőkés, in denen er kaum verhohlene Kritik an den Zuständen in Rumänien übte, waren im Dezember 1989 der Funke der Rumänischen Revolution, der letztendlich auf das gesamte Land übersprang. Eine Tafel am Giebel des Gebäudes erinnert mit Inschriften in vier Sprachen an diese Ereignisse.

## Beschreibung
Nach dem Austritt der Reformierten aus der seit 1824 vereinigten augsburgischen und helvetischen Gemeinde entstand eine eigenständige reformierte Gemeinde in Temeswar. Das rote Backsteingebäude wurde 1902 nach den Plänen der Architekten Károly Nagy junior und László Jánosházi aus Budapest im Stil der englischen Gotik erbaut und besteht aus elf Wohnungen, sowie dem Gebetsraum der Ungarisch-reformierten Gemeinde im zweiten Stock. Eine der Wohnungen war die Pfarrwohnung von László Tőkés, die er 1989 zwangsräumen sollte. Die Fläche des Gebetsraums beträgt 250 Quadratmeter, die dortige Kanzel wurde von Jakob Fischer errichtet.

## Orgel
Die pneumatische Orgel mit einem Manual und Pedal schuf 1903 Carl Leopold Wegenstein für 1800 Kronen. Ihre Disposition ist wie folgt:
| Manual     |    |
| Principal  | 8′ |
| Bourdon    | 8′ |
| Salicional | 8′ |
| Oktave     | 4′ |
| Flöte      | 4′ |
| Oktave     | 2′ |

| Pedal C–h |     |
| Subbass   | 16′ |

## Galerie

Postkarte von 1910
Postkarte von 1911
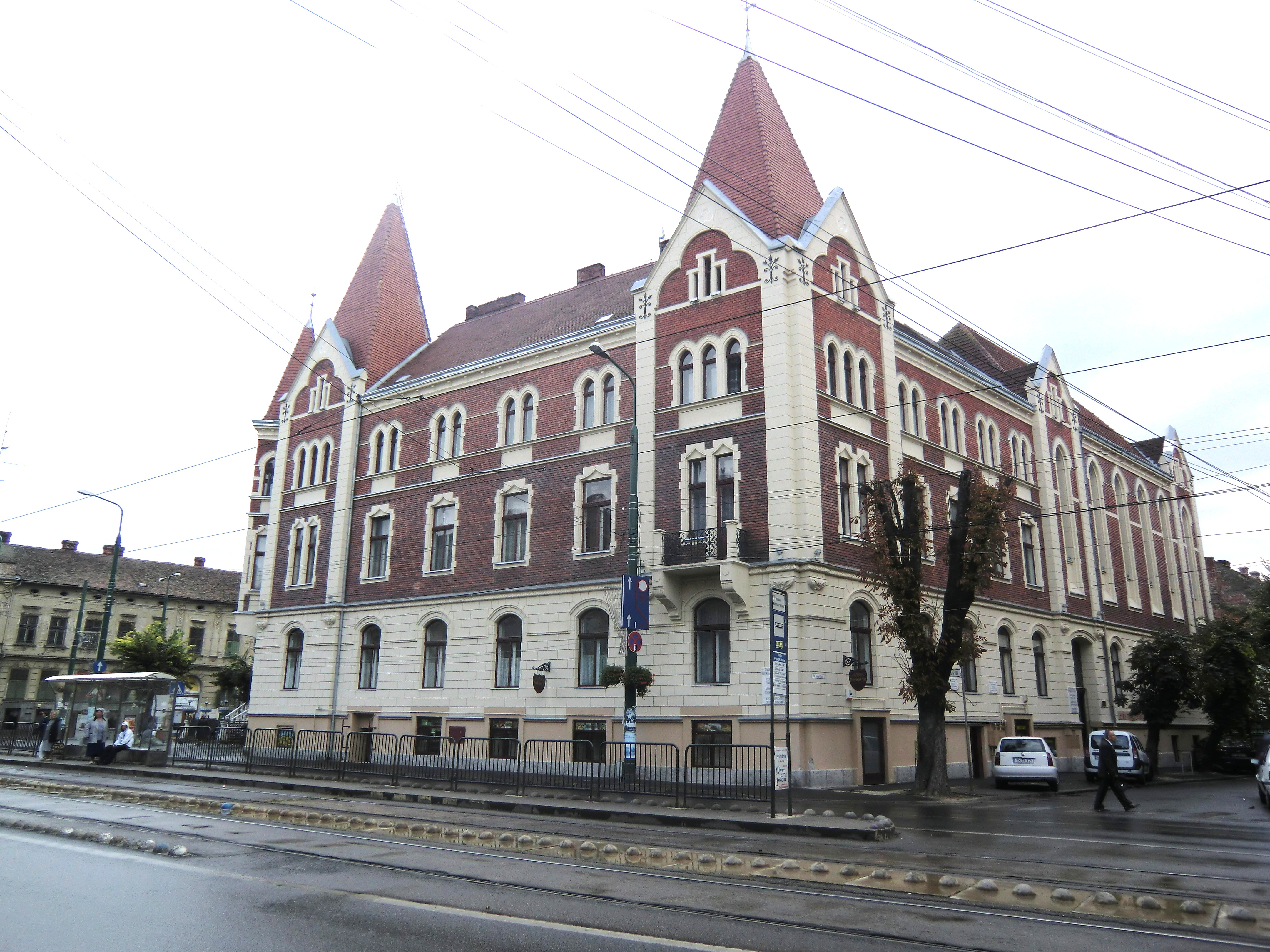
Reformierte Kirche an der Maria 2010